# Kostel svatého Kříže (Slavonice)
Kostel svatého Kříže (uváděno také jako kaple svatého Kříže nebo hřbitovní kaple svatého Kříže) je filiální kostel a hřbitovní kaple v římskokatolické farnosti Slavonice, nachází se v areálu hřbitova na Nádražní ulici ve Slavonicích. Kostel je chráněn jako kulturní památka České republiky.
Kaple je jednolodní stavba s polygonálním závěrem, stavba je členěna pilastry a kryta sedlovou střechou. Součástí stavby je hranolová věžička se sanktusníkem. V průčelí je zabudován pískovcový portál. Na obou sloupech portálu jsou figurální motivy, nalevo Panna Marie, napravo svatý Jan. Kaple je zaklenutá valenou klenbou. Na stěnách kaple jsou namalovány výjevy z pašijového cyklu – Kristus na Hoře Olivetské, Bičování Krista, Korunování trním a Nesení kříže. V kněžišti je stropní freska s výjevem Zmrtvýchvstání Krista. V chrámové lodi je stropní freska s výjevem Posledního soudu. Hlavní oltář je barokní z počátku 18. století. Boční oltář je též barokní – byl jsem v roce 1803 přenesen z kostela Nanebevzetí Panny Marie. Dva barokní oválné obrazy pocházejí ze v roce 1785 zbořeného poutního kostela Montserratu, který byl u Mutné nedaleko Slavonic, jižně od obce Cizkrajov.

## Historie
Kaple byla postavena v roce 1702, kdy v průčelí kaple je vbudován portál původní hřbitovní zdi z roku 1586. Hřbitov, na kterém kaple stojí, původně snad protestantský byl založen kolem druhé poloviny 16. století. V roce 1877 byla kaple rekonstruována. 
V roce 1903 byl na náklady manželů Antona a Antonie Harzhauer do kaple instalován dosavadní oltář z kaple Panny Marie ze slavonického farního kostela Nanebevzetí Panny Marie a následně byla hřbitovní kaple v letech 1904 a 1905 opravována. V letech 1916-1918 došlo také k další úpravě hřbitova, kdy byly hroby rozděleny do dvou částí: 1. část zahrnovala hroby č. 1 až č. 478, 2. část hroby č. 479 až č. 1072, přičemž hroby č. 1-245 se nacházely u hřbitovní zdi a u dalších 200 se jednalo o hrobky. Úpravu hřbitova měl na starosti radní Karl Helleport.
Od roku 1990 se začala kaple postupně staticky zabezpečovat a po menších částech rekonstruovat. V roce 2014 pak byla kaple komplexně rekonstruována, byla odvodněna, vysušeno zdivo a opraveny byly okna, dveře, dlažba a krypta.
V roce 2015 kaple za rekonstrukci obdržela ocenění Památka roku 2014, otevřena pak byla dne 25. dubna 2015.